# 空襲香港
空襲香港是指在盟軍在太平洋戰爭期間對日佔香港的空襲行動，盟軍的轟炸於1942年10月開始，至1945年8月結束，初期主要由美國陸軍航空隊負責，至中後期美國海軍及英國皇家海軍也參與行動。在近三年的轟炸行動中，有三次的空襲規模較大，包括1944年10月16日、1945年1月15-16日、1945年4月。

## 1945年

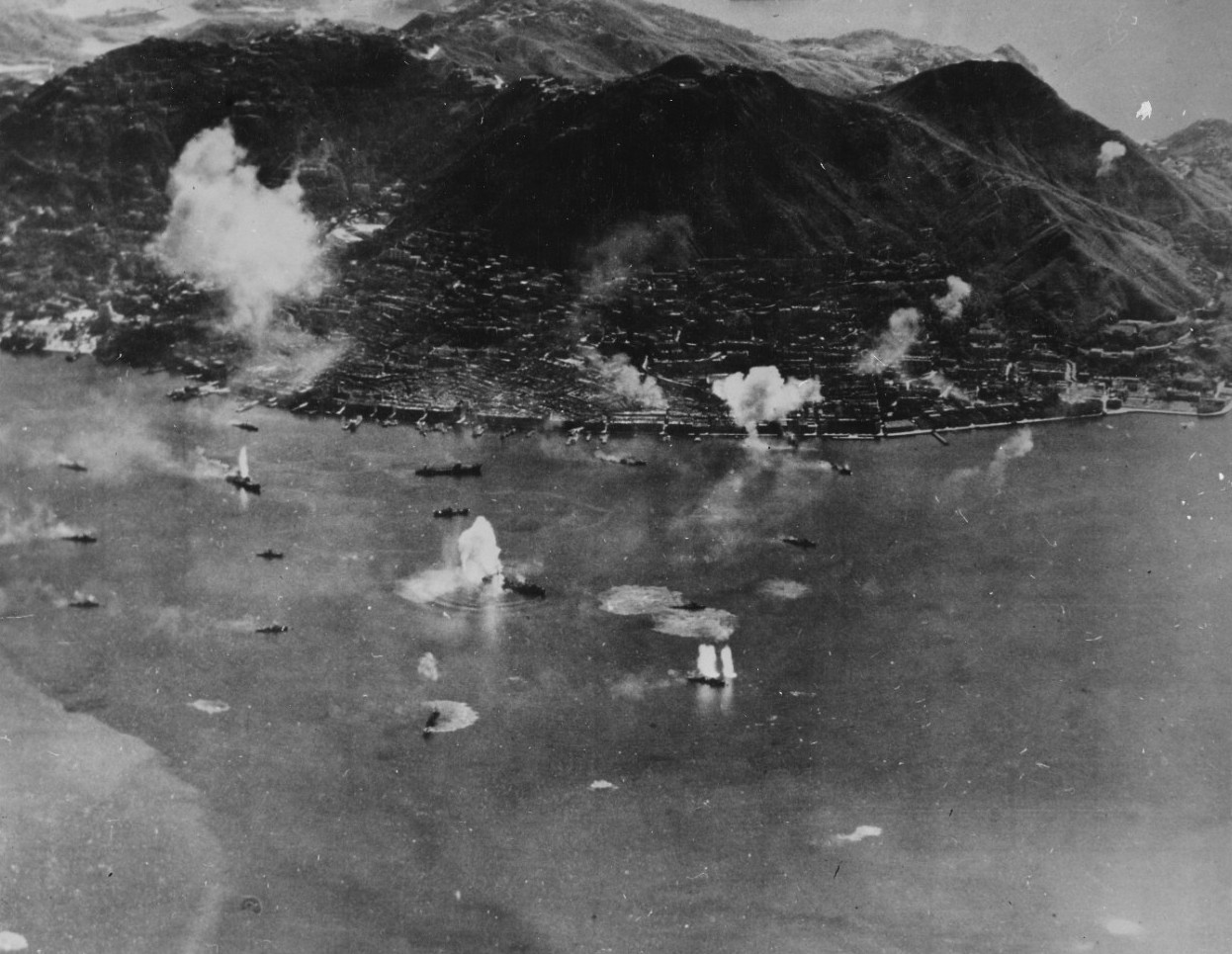
攝於1945年1月16日的空照圖，港島北海上的日本船隻正遭受攻擊，留意海上因落彈而濺起的水花。

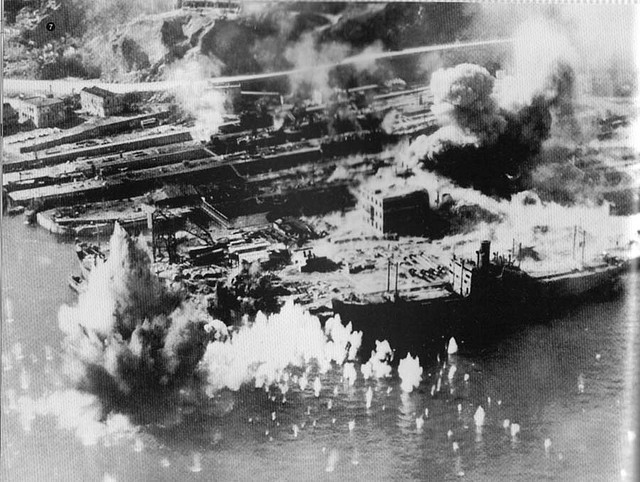
攝於1945年1月16日，太古船塢正遭受猛烈空襲。

1945年盟軍以燃燒彈空襲日本及殖民地，日佔時期的香港占領地亦不能夠避免。
1月15及16日，美國陸軍航空隊及第38特遣艦隊共派了471架飛機、投了150噸炸彈攻擊香港。15日，為奪取制空權，美軍投下14個500磅炸彈，並發射了120枚火箭，攻擊啟德機場及掃蕩空。到1月16日，美軍投下649個100至2000磅炸彈，攻擊軍艦錨地、啟德機場、太古船塢、黃埔船塢、油庫、維港船舶和一些港口設施。為香港在太平洋戰爭期間最大規模的轟炸。不過行動也誤炸了太古船塢鄰近糖廠及赤柱收容所等，日本的海運被完全截斷。
6月12日上午10時20分至正午12時，盟軍出動B-24轟炸機57架、B-29超級堡壘轟炸機1架及P-38閃電式戰鬥機1架飛臨香港中環、銅鑼灣及西環進行空襲，這次首度投下燃燒彈，包括55加侖實驗性膠化氣油，引起大火，以中環災情為甚，多幢房屋被焚燬，永吉街陸羽茶室門前、皇后大道中的中央戲院、江蘇酒家對面及蘇杭街住宅多幢中彈。由於中彈的多屬舊木樓，每幢中彈後即發生大火，無法灌救，一直燒通頂為止。部份投彈落在地面時即爆開膠質東西，黏著人、牆、鋼窗便燃燒。是次空襲釀成約100死50傷，失去家園者分別有229人（中環）、89人（銅鑼灣）及17人（西環）。經此一役，市民才懂得儲備一桶桶的砂粒，以備救火之用，因為木樓如被燃燒彈擲中，如用水灌救只會越燒越猛，只有用砂粒鋪在火頭上面才將火勢撲滅。

## 相關連結
- 香港火災列表